# 台湾ファクトチェックセンター
台湾ファクトチェックセンター(たいわんファクトチェックセンター 繁体字中国語:台灣事實查核中心、省略TFC）は、台湾のファクトチェックの非営利組織で、2018年4月19日に台湾媒体教育観察基金会と優質新聞発展協会によって設立され、2018年7月31日にオンライン化され、最初のチェックレポートの報告を公開しました、台北市に拠点を置く。

## 歴史
- 2018年4月19日、台湾メディア教育観察基金会と品質ジャーナリズム発展協会が共同で「台湾ファクトチェックセンター」を設立し、設立記者会見を行った[2]。
- 2018年7月31日、「台湾ファクトチェックセンター」が正式にオンライン化され、世界149のファクトチェックプログラム組織の一員となった。台湾ファクトチェックセンターは、寄付金によって設立された民間の非営利団体であり[3]、政府からの資金援助は一切ないことを誇りとしている。
- 2019年4月、台湾ファクトチェックセンターは、中華電視公司電視製作大樓（中国語版）に別のオフィスを設置した[4]。
- 蘇啟誠（中国語版）の自殺後、行政院政務委員（中国語版）の唐鳳は、「確かに解明が遅れれば残念なことが起こるかもしれないが、現在、台湾ファクトチェックセンターはファクトチェックのために非常に速く運営されている」と述べた[5]。
- 2021年2月、裁判所による法人登記が完了し、独立した法人である「教育財団」に生まれ変わった[1]。

## 国営媒体の役員兼任事件
2020年2月28日、オンラインメディア「眾報」は、「台湾ファクトチェックセンター」の諮問委員会メンバー6人のうち、胡元輝、蘇正平、羅世宏の3人が国営メディア「中央廣播電台」の取締役を兼任していたことを明らかにした。 また、「台湾ファクトチェックセンター」の元編集長である黄兆徽は、「台湾ファクトチェックセンター」を離れた後、中央広播電台の局長を務めただけでなく、同じ国営媒体である華視に報道部の編集長として入社している。 当時、胡元輝は、台湾ファクトチェックセンターはYahoo、Google、LINEなどのソーシャルメディアとも協力したとした。
その後、台湾ファクトチェックセンターは、華視新聞と共同で、ファクトチェックレポート「華視打假特攻隊」の「ビデオ版」を制作し、中華電視公司電視製作大樓に別のオフィスを設置した。 
2020年11月20日、呷新聞は「台湾媒体観察教育基金会」「媒体改造学社」「台湾ファクトチェックセンター」「国境なき記者団東アジア事務所／台湾支部」と蔡英文政権との密接な関係を独占的に明らかにした。 また、「台湾媒体観察教育基金会」の理事や元理事が国営媒体の理事や政府関係者になっていることや、「台湾ファクトチェックセンター」が「与党に不利な内容を4か所でチェックするために設立された」ことなどを指摘している。

## 協力メディア
- 華視新聞（中国語版）
- 臉書（中国語版）
- LINE